# Lúčka, Rožňava
Lúčka este o comună slovacă, aflată în districtul Rožňava din regiunea Košice. Localitatea se află la altitudinea de 588 m deasupra n.m., se întinde pe o suprafață de 14,94 km2 și în 2017 număra 185 de locuitori.

## Istoric
Localitatea Lúčka este atestată documentar din 1406.

## Demografie
| An:                | 1994 | 2004    | 2014    | 2024   |
| ------------------ | ---- | ------- | ------- | ------ |
| Număr de persoane: | 236  | 211     | 183     | 175    |
| Diferență:         |      | −10,59% | −13,27% | −4,37% |

| An:                | 2023 | 2024   |
| ------------------ | ---- | ------ |
| Număr de persoane: | 172  | 175    |
| Diferență:         |      | +1,74% |